# Sprague (Washington)
Sprague ist eine Stadt (City) im Lincoln County im US-Bundesstaat Washington. Zum United States Census 2010 hatte Sprague 446 Einwohner. Die Stadt wurde 1880 parzelliert und nach dem Unions-General im Sezessionskrieg John Wilson Sprague benannt.

## Geschichte

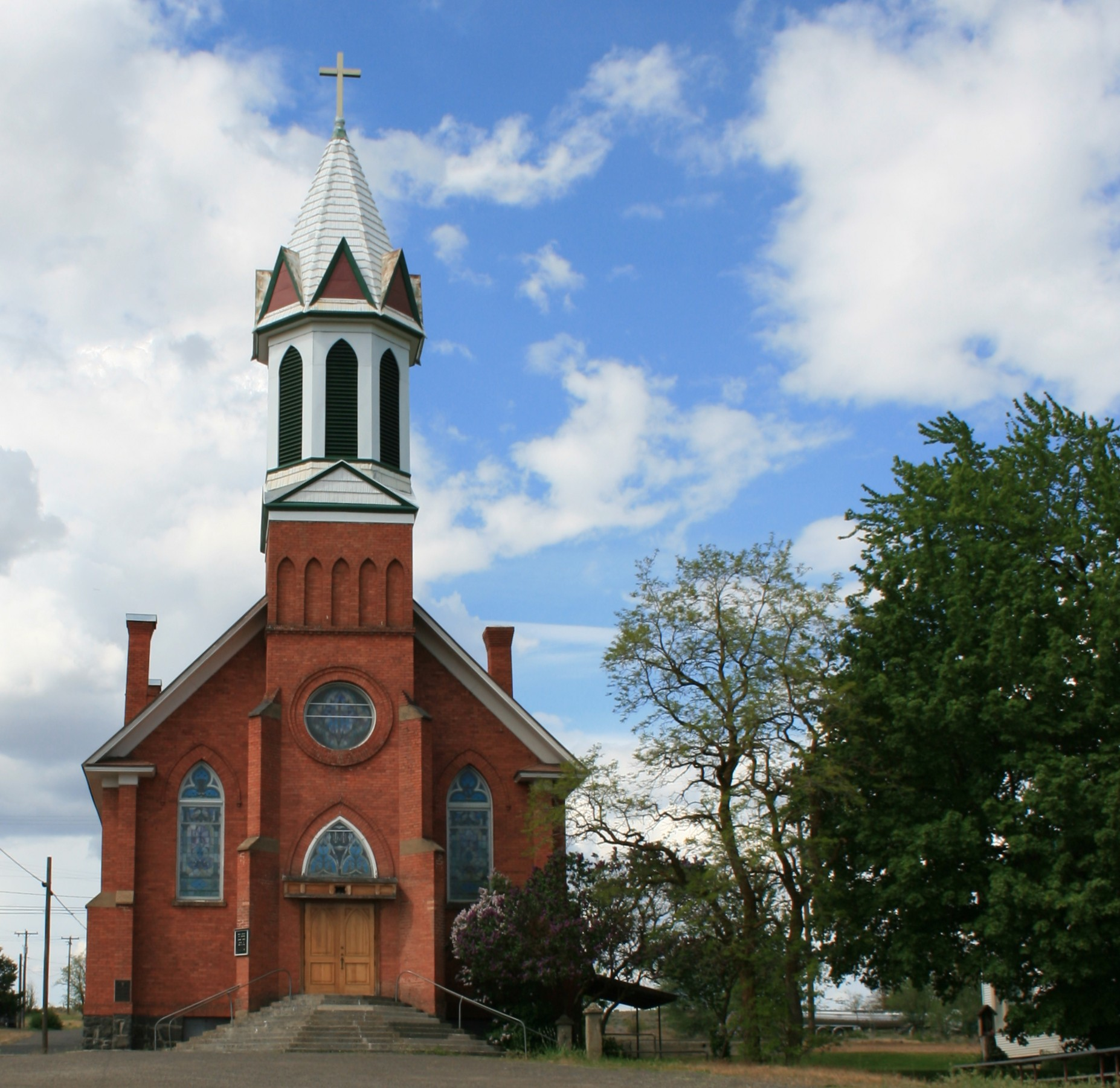
Die katholische Kirche Mary Queen of Heaven in Sprague

Sprague wurde erstmals von William Newman besiedelt, der eine Kneipe an dem Ort gründete. Die Stadt wurde am 28. November 1883 offiziell anerkannt. Ursprünglich hieß sie Hoodooville nach dem lokalen Original William Burrows, der Hoodoo Billy genannt wurde. Der Name wurde zu Ehren des früheren Generals und späteren Eisenbahnbeamten John W. Sprague geändert.
Sprague wurde durch einen Brand am 3. August 1895 zerstört. Der Brand und die folgende Entscheidung der Northern Pacific Railroad, die Stadt nicht wieder aufzubauen, führte 1896 nach kontroverser Debatte zu einer Verlegung des County Seat, den Sprague nach einer Wahl 1884 innehatte, nach Davenport.
Die Mary Queen of Heaven Catholic Church in Sprague war ursprünglich 1883 gebaut worden. Das heutige Gebäude im neogotischen Stil stammt aus dem Jahr 1902, befindet sich unmittelbar südlich des früheren Standortes und wurde durch den Bischof von Nesqually geweiht. Es wurde 1990 in das National Register of Historic Places des US-Innenministeriums aufgenommen.
Durch die Stadt fließt ein temporärer Bach namens „Negro Creek“. Um den Namen gab es viele Debatten, doch blieb er bis heute erhalten.

## Geographie
Sprague liegt an der Kreuzung der Interstate 90 und der Washington State Route 23, nordöstlich des Sprague Lake. die Stadt liegt etwa 23 mi (37 km) von Ritzville und 36 mi (57,9 km) von Spokane entfernt.
Nach dem United States Census Bureau nimmt Sprague eine Gesamtfläche von 1,63 Quadratkilometern ein, worunter keine Wasserflächen sind.

### Klima
Nach der Klimaklassifikation nach Köppen und Geiger liegt Sprague in einer Übergangszone zwischen einem sommertrockenen feuchten Kontinentalklima und einem semiariden Klima.
|                        | Jan    | Feb    | Mär    | Apr    | Mai   | Jun   | Jul   | Aug   | Sep   | Okt    | Nov    | Dez    |   |        |
| Mittl. Temperatur (°C) | −3,11  | 0,64   | 4,47   | 8,58   | 12,97 | 16,75 | 20,61 | 19,72 | 15,19 | 9,08   | 2,56   | −0,89  | ⌀ | 8,9    |
| Mittl. Tagesmax. (°C)  | 15,00  | 17,78  | 23,89  | 32,22  | 37,22 | 41,11 | 42,78 | 43,33 | 38,89 | 33,33  | 22,22  | 16,67  | ⌀ | 30,4   |
| Mittl. Tagesmin. (°C)  | −35,00 | −36,11 | −17,78 | −10,00 | −6,11 | −2,78 | −0,56 | −0,56 | −6,67 | −15,56 | −26,11 | −29,44 | ⌀ | −15,4  |
|                        |        |        |        |        |       |       |       |       |       |        |        |        |   |        |
| Niederschlag (mm)      | 44,20  | 36,83  | 32,00  | 26,16  | 27,94 | 25,40 | 10,92 | 11,94 | 19,56 | 29,97  | 51,31  | 51,56  | Σ | 367,79 |
|                        |        |        |        |        |       |       |       |       |       |        |        |        |   |        |
| Regentage (d)          | 10     | 8      | 8      | 6      | 7     | 6     | 3     | 3     | 4     | 7      | 10     | 11     | Σ | 83     |

| −35,00 |

| −36,11 |

| −17,78 |

| −10,00 |

| −6,11 |

| −2,78 |

| −0,56 |

| −0,56 |

| −6,67 |

| −15,56 |

| −26,11 |

| −29,44 |

| −35,00 |

| −36,11 |

| −17,78 |

| −10,00 |

| −6,11 |

| −2,78 |

| −0,56 |

| −0,56 |

| −6,67 |

| −15,56 |

| −26,11 |

| −29,44 |

## Demographie

### Census 2010
Nach der Volkszählung von 2010 gab es in Sprague 446 Einwohner, 197 Haushalte und 128 Familien. Die Bevölkerungsdichte betrug 273,3 pro km². Es gab 236 Wohneinheiten bei einer mittleren Dichte von 144,6 pro km².
Die Bevölkerung bestand zu 94,2 % aus Weißen, zu 2 % aus Indianern, zu 1,6 % aus Asiaten, zu 0,4 % aus anderen „Rassen“ und zu 1,8 % aus zwei oder mehr „Rassen“. Hispanics oder Latinos „jeglicher Rasse“ bildeten 3,6 % der Bevölkerung.
Von den 197 Haushalten beherbergten 26,4 % Kinder unter 18 Jahren, 51,8 % wurden von zusammen lebenden verheirateten Paaren, 9,1 % von alleinerziehenden Müttern und 4,1 % von alleinstehenden Vätern geführt; 35 % waren Nicht-Familien. 32,5 % der Haushalte waren Singles und 15,2 % waren alleinstehende über 65-jährige Personen. Die durchschnittliche Haushaltsgröße betrug 2,26 und die durchschnittliche Familiengröße 2,81 Personen.
Der Median des Alters in der Stadt betrug 46,5 Jahre. 23,1 % der Einwohner waren unter 18, 4,9 % zwischen 18 und 24, 19,9 % zwischen 25 und 44, 32,5 % zwischen 45 und 64 und 19,5 65 Jahre oder älter. Von den Einwohnern waren 51,1 % Männer und 48,9 % Frauen.

### Census 2000
Nach der Volkszählung von 2000 gab es in Sprague 490 Einwohner, 216 Haushalte und 130 Familien. Die Bevölkerungsdichte betrug 300,3 pro km². Es gab 242 Wohneinheiten bei einer mittleren Dichte von 148,3 pro km².
Die Bevölkerung bestand zu 93,47 % aus Weißen, zu 2,65 % aus Indianern, zu 0,41 % aus Asiaten, zu 1,63 % aus anderen „Rassen“ und zu 1,84 % aus zwei oder mehr „Rassen“. Hispanics oder Latinos „jeglicher Rasse“ bildeten 2,65 % der Bevölkerung.
Von den 216 Haushalten beherbergten 26,4 % Kinder unter 18 Jahren, 49,5 % wurden von zusammen lebenden verheirateten Paaren, 7,4 % von alleinerziehenden Müttern geführt; 39,4 % waren Nicht-Familien. 32,9 % der Haushalte waren Singles und 14,4 % waren alleinstehende über 65-jährige Personen. Die durchschnittliche Haushaltsgröße betrug 2,27 und die durchschnittliche Familiengröße 2,92 Personen.
Der Median des Alters in der Stadt betrug 43 Jahre. 24,5 % der Einwohner waren unter 18, 6,5 % zwischen 18 und 24, 21,6 % zwischen 25 und 44, 26,3 % zwischen 45 und 64 und 21 65 Jahre oder älter. Auf 100 Frauen kamen 95,2 Männer, bei den über 18-Jährigen waren es 91,7 Männer auf 100 Frauen.
Alle Angaben zum mittleren Einkommen beziehen sich auf den Median. Das mittlere Haushaltseinkommen betrug 29.079 US$, in den Familien waren es 31.750 US$. Männer hatten ein mittleres Einkommen von 30.833 US$ gegenüber 21.875 US$ bei Frauen. Das Pro-Kopf-Einkommen betrug 15.912 US$. Etwa 8,9 % der Familien und 13,2 % der Gesamtbevölkerung lebte unterhalb der Armutsgrenze; das betraf 21,4 % der unter 18-Jährigen und 6,6 % der über 65-Jährigen.

## Persönlichkeiten
- Eugene E. Lindsey, Pilot der U.S. Navy im Zweiten Weltkrieg